# Roccia cumulitica
Le rocce cumulitiche (o cumuliti o anche rocce cumulate) sono rocce ignee formate dall'accumulazione di cristalli da un magma per precipitazione (verso il basso) o per flottazione (verso l'alto). Le rocce cumulate prendono il nome secondo la loro tessitura; la tessitura cumulata fornisce una diagnosi delle condizioni di formazione di questo gruppo di rocce ignee.

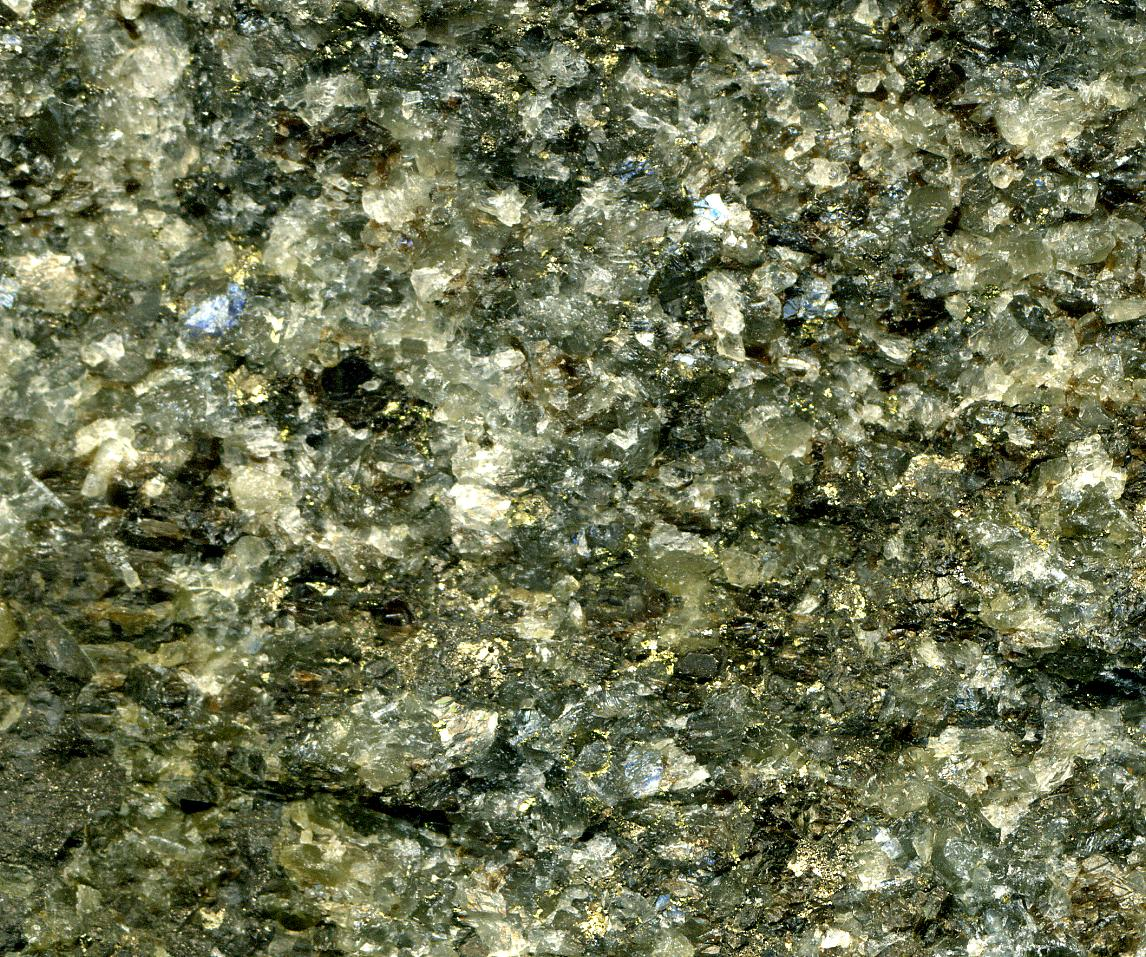
Veduta ravvicinata di una roccia cumulitica del Montana (scala: circa in senso trasversale)

## Formazione

Diagrammi schematici che mostrano i principi dietro la cristallizzazione frazionata in un magma. Mentre si raffredda, il magma si evolve nella composizione perché dalla fusione cristallizzano minerali diversi. 1: cristallizza l'olivine; 2: cristallizzano l'olivina e il pirosseno; 3: cristallizzano il pirosseno e il plagioclasio; 4: cristallizza il plagioclasio. In fondo al serbatoio del magma, si forma una roccia cumulitica.

Le rocce cumulitiche sono il tipico prodotto della precipitazione di cristalli solidi da una camera magmatica in corso di frazionamento. Queste accumulazioni avvengono tipicamente sul pavimento della camera magmatica, sebbene siano possibili sui tetti se il plagioclasio anortitico è in grado di flottare libero da un fuso mafico più denso.
Le cumuliti si trovano tipicamente nelle intrusioni ultramafiche, alla base di grandi tubi (tunnel) di lava ultramafica nelle colate basaltiche ricche di komatiite e magnesio e anche in alcune intrusioni granitiche.

## Terminologia
Le cumuliti prendono il nome secondo la loro mineralogia dominante e la percentuale di cristalli nella loro massa fondamentale (Hall, 1996).
- Adcumuliti: sono rocce contenenti tra il 93 e il 100% di cristalli magmatici accumulati in una massa fondamentale a grana fine.
- Mesocumuliti: sono rocce contenenti tra il 93 e l'85% di minerali accumulati in una massa fondamentale.
- Ortocumuliti: sono rocce contenenti tra l'85 e il 75% di minerali accumulati in una massa fondamentale.

Le rocce cumulitiche prendono tipicamente il nome in base ai minerali cumulati in ordine di abbondanza, poi in base al tipo cumulato (adcumulitiche, mesocumulitiche, ortocumulitiche) e infine in base alle fasi accessorie o minori.
Per esempio:
- uno strato con il 50% di plagioclasio, il 40% di pirosseno, il 5% di olivina e il 5% di matrice (essenzialmente un gabbro) sarebbe denominato adcumulite a plagioclasio-pirosseno con olivina accessoria.
- una roccia consistente dell'80% di olivina, del 5% di magnetite e del 15% di massa fondamentale è una mesocumulite ad olivina (essenzialmente una peridotite).

L'uso della suddetta terminologia è appropriato quando si descrivono le rocce cumulitiche in senso stretto. Nelle intrusioni che hanno una composizione uniforme e una stratificazione tessiturale minima o accumulazioni di cristalli visibili è inappropriato descriverle secondo questa convenzione.

## Geochimica
Le rocce cumulitiche, poiché sono frazionamenti di un magma parentale, non dovrebbero essere utilizzate per inferire la composizione del magma dal quale sono formate. La chimica della stessa cumulite può influire sulla composizione del fuso residuo, ma occorre considerare vari fattori.

### Chimica
La chimica di una cumulite può influire sulla temperatura, la pressione e la chimica del fuso dal quale si è formata, ma il numero di minerali che coprecipitano deve essere noto, come anche la loro chimica o la loro specie. Questa situazione può essere illustrata meglio con l'esempio seguente.
Ad esempio, un magma di composizione basaltica che sta precipitando cumuliti di plagioclasio anortitico più pirosseno enstatitico sta cambiando la composizione mediante la rimozione degli elementi che costituiscono i minerali precipitati. In questo esempio, la precipitazione dell'anortite (un feldspato di calcio e alluminio) rimuove il calcio dal fuso, che diventa più impoverito di calcio. La precipitazione dell'enstatite a sua volta rimuoverà il magnesio, perciò il fuso viene impoverito di questi elementi. Questo tende ovviamente ad arricchire la concentrazione di altri elementi: tipicamente sodio, potassio, titanio e ferro.
La roccia che è fatta dei minerali accumulati non avrà la stessa composizione del magma. Nell'esempio sopra, la cumulite di anortite + enstatite è ricca di calcio e magnesio e, corrispondentemente, il fuso è impoverito di calcio e magnesio. La roccia cumulitica è una cumulite a plagioclasio-pirosseno (un gabbro) e il fuso è ora più felsica e alluminosa nella composizione (tendendo verso composizioni andesitiche).
Nell'esempio sopra, non occorre che il plagioclasio e il pirosseno siano composizioni pure dei membri finali (anortite-enstatite), e perciò l'effetto di impoverimento degli elementi può essere complesso. I minerali possono essere precipitati in qualsiasi rapporto all'interno della cumulite; tali cumuliti possono essere 90% plagioclasio:10% enstatite, fino a 10% plagiclasio:90% enstatite e rimanere un gabbro. Questo altera anche la chimica della cumulite e gli impoverimenti del fuso.
Si può vedere che l'effetto sulla composizione del fuso residuo lasciato dietro dalla formazione della cumulite dipende dalla composizione dei minerali che precipitano, dal numero di minerali che coprecipitano nello stesso momento e dal rapporto tra i minerali che coprecipitano. In natura, le cumuliti si formano solitamente da due specie minerali, sebbene si conoscano intervalli da 1 a 4 specie minerali. Le rocce cumulitiche che si formano da un solo minerale prendono spesso nome dal minerale stesso: ad esempio, una cumulite con il 99% di magnetite è conosciuta come una magnetitite.
Un esempio specifico è l'intrusione di Skaergaard in Groenlandia. A Skaergaard un'intrusione stratificata spessa 2.500 m mostra distinte stratificazioni chimiche e mineralogiche:
- il plagioclasio varia da An66 vicino alla base ad An30 vicino alla cima (Anxx = percentuale di anortite)
  - CaO dal 10,5% alla base al 5,1% alla cima; Na2O + K2O dal 2,3% alla base al 5,9% alla cima
- l'olivine varia da Fo57 vicino alla base a Fo0 alla cima (Foxx = percentuale di forsterite dell'olivina)
  - MgO dall'11,6% nella zona inferiore all'1,7% nella zona superiore; FeO dal 9,3% nella zona inferiore al 22,7% nella zona superiore

Si ritiene che lo Skaergaard abbia cristallizzato da un'unica camera magmatica confinata.

### Chimica del fuso residuo
Un modo per inferire la composizione del magma che creò le rocce cumulitiche è misurare la chimica della massa fondamentale, ma quella chimica è problematica o impossibile da campionare. Altrimenti, devono essere utilizzati calcoli complessi per mediare gli strati cumulitici, che è un processo non agevole. Alternativamente, la composizione del magma può essere stimata assumendo certe condizioni della sua chimica e verificandole su diagrammi di fase usando la chimica misurata dei minerali che compongono il magma stesso. Questi metodi funzionano abbastanza bene per le cumiliti formatesi in condizioni vulcaniche (cioè le komatiiti). Indagare le condizioni del magma di grandi intrusioni ultramafiche stratificate è più gravido di problemi.
Questi metodi hanno i loro inconvenienti, principalmente che devono tutti fare certe assunzioni che raramente sono validi in natura. Il problema principale è che, in grandi intrusioni ultramafiche, l'assimilazione delle rocce delle pareti tende ad alterare la chimica del fuso via via che il tempo avanza, perciò misurare le composizioni della massa fondamentale può essere insufficiente. I calcoli del bilanciamento delle masse mostreranno deviazioni dagli intervalli attesi, dal che si può inferire che l'assimilazione è avvenuta, ma poi ci si deve imbarcare in ulteriori esami della chimica per quantificare questi risultati.
In secondo luogo, le grandi intrusioni ultramafiche sono raramente sistemi sigillati e possono essere soggetti a regolari iniezioni di magma fresco, primitivo, o a perdite di volume dovute a un'ulteriore migrazione verso l'alto del magma (probabilmente per alimentare bocche vulcaniche o sciami di dicchi). In tali casi, calcolare le chimiche dei magmi non può risolvere niente di più della presenza di questi due processi che hanno influenzato l'intrusione.

## Importanza economica
L'importanza economica delle rocce cumulitiche è rappresentata meglio da tre classi di depositi minerali che si trovano in intrusioni stratificate da ultramafiche a mafiche:
- cumuliti con minerali a base di silicati
- cumuliti con minerali a base di ossidi
- cumuliti di fusi a base di solfuri

### Cumuliti con minerali a base di silicati
I minerali silicati raramente sono sufficientemente preziosi da giustificare l'estrazione come minerale grezzo. Tuttavia, alcune intrusioni anortositiche contengono concentrazioni anortitiche così pure che sono estratte per il feldspato, per l'uso nei materiali refrattari, nella fabbricazione del vetro e per diversi altri usi (dentifricio, cosmetica, ecc.).

### Cumuliti con minerali a base di ossidi
Le cumuliti con minerali a base di ossidi si formano nelle intrusioni stratificate quando la cristallizzazione frazionata è progredita abbastanza da consentire la cristallizzazione dei minerali a base di ossidi, che sono invariabilmente una forma di spinello. Questo può accadere a causa dell'arricchimento frazionato di ferro, titanio o cromo da parte del fuso.
Queste condizioni sono create dal frazionamento ad alta temperatura di olivina o di pirosseno altamente magnesiferi, che causa un arricchimento relativo di ferro nel fuso residuo. Quando il contenuto di ferro del fuso è sufficientemente alto, la magnetite o l'ilmenite cristallizzano e, a causa della loro alta densità, formano rocce cumulitiche. La cromite si forma generalmente durante il frazionamento del pirosseno a basse pressioni, in cui il cromo è rigettato dai cristalli di pirosseno.
Questi strati di ossidi formano lateralmente depositi continui di rocce contenenti il 50% in eccesso di minerali a base di ossidi. Quando i minerali a base di ossidi eccedono il 90% della massa dell'intervallo, la roccia può essere classificata secondo il minerale a base di ossidi, per esempio magnetitite, ilmenitite o cromitite. Strettamente parlando, queste sarebbero rispettivamente ortocumulite a magnetite, ortocumulite a ilmenite e ortocumulite a cromite.

### Segregazioni nei minerali a base di solfuri
Le cumuliti con minerali a base di solfuri nelle intrusioni stratificate sono un'importante fonte di nichel, rame, metalli del gruppo del platino e cobalto. Si formano depositi di una matrice mista massiva o mista con solfuri-silicati di pentlandite, calcopirite, pirrotite e/o pirite, occasionalmente con cobaltite e solfuri di platino-tellurio. A causa dell'immiscibilità dei fusi, questi depositi si formano tra i fusi a base di solfuri e quelli a base di silicati in un magma saturo di solfuri.
Essi non sono, in senso stretto, una roccia cumulitica, poiché il solfuro non è precipitato come un minerale solido, ma piuttosto come un liquido sulfureo immiscibile. Tuttavia, essi sono formati dagli stessi processi e si accumulano a causa della loro alta gravità specifica, e possono formare lateralmente estese "barriere coralline" di solfuri. I minerali a base di solfuri generalmente formano una matrice interstiziale per una cumulitica a silicati.
Le segregazioni dei minerali a base di solfuri si possono formare soltanto quando un magma raggiunge la saturazione dei solfuri. Nelle rocce mafiche e ultramafiche esse formano depositi a buon mercato di Ni, Cu e metalli del gruppo del platino (platinum group element, PGE) perché questi elementi sono calcofili e sono fortemente ripartiti nel fuso a base di solfuri. In rari casi, le rocce felsiche diventano sature di zolfo e formano segregazioni di solfuri. In questo caso, il risultato tipico è una forma diffusa di minerale a base di solfuri, di solito un miscuglio di pirrotite, pirite e calcopirite, che forma una mineralizzazione di Cu. È molto raro ma non ignoto vedere le rocce con solfuri cumulitici in intrusioni granitiche.